# Wild Horses (Antonia)
Wild Horses è il decimo singolo della cantante rumena Antonia Iacobescu nonché il primo del 2014. È stato pubblicato il 7 maggio 2014 contemporaneamente sia sul canale ufficiale YouTube dell'artista che su quello dell'etichetta discografica Roton. Il brano vede la collaborazione del cantante britannico Jay Sean.

## Video
Il video, diretto da Iulian Moga, vede i due artisti, in una sorta di edificio industriale abbandonato, sovrapporre le loro voci, dando al brano una spiccata musicalità soul. La prima a cantare è la Iacobescu, in pigiama da notte, distesa sopra un letto per poi alzarsi e dare spazio al cantante britannico, il quale lo si vede aprire una porta e muoversi all'interno dell'edificio fino a raggiungere il luogo dove si trova la cantante per poi ritornare sopra. Nel finale si vedono i due finalmente raggiungersi, tenendosi per mano l'uno di fronte all'altro, cantando simbioticamente.